# Nina Steinhauer
Nina Steinhauer (* 9. November 1996) ist eine deutsche Telemarkerin.

## Werdegang
Steinhauer gewann bei den Internationalen deutschen Telemarkmeisterschaften 2011 in der Kategorie Schüler die Silbermedaille. Ein Jahr später konnte sie bei den ersten Offenen schwäbischen Telemarkmeisterschaften 2012 die Goldmedaille gewinnen. Auch bei den Internationalen deutschen Telemarkmeisterschaften 2012 gewann sie in der Kategorie Jugend die Goldmedaille. Am 12. Januar 2013 gab sie Debüt im Telemark-Weltcup. Sie konnte sich in ihrer ersten Saison etablieren und fuhr viermal unter den ersten zehn. Im Gesamtweltcup belegte sie den neunten Platz, im Classic 13. Platz, im Classic-Sprint den neunten Platz und im Parallelsprint den 11. Platz. Bei ihren ersten Juniorenweltmeisterschaften 2013 in Chamonix-Mont-Blanc belegte sie im Classic Sprint den sechsten Platz und im Classic den siebenten Platz. Bei ihren ersten Weltmeisterschaften 2013 im Espot landete sie in allen drei Rennen unter den ersten zwölf. Sie beendete bei ihrer dritten Teilnahme an den Internationalen deutschen Telemarkmeisterschaften 2013 das Rennen mit Platz fünf.

## Erfolge

### Weltmeisterschaft
- Espot 2013: 11. Classic, 12. Parallelsprint, 10. Classic Sprint

### Juniorenweltmeisterschaft
- Vallée de Chamonix 2013: 7. Classic, 6. Classic Sprint

### Deutsche Meisterschaften
| Deutsche Schüler-Meisterschaften | Deutsche Schüler-Meisterschaften | Deutsche Schüler-Meisterschaften | Deutsche Schüler-Meisterschaften |
| -------------------------------- | -------------------------------- | -------------------------------- | -------------------------------- |
| Silber                           | 2011 Kleinwalsertal              | Silber im Classic Sprint         |                                  |

| Deutsche Junioren-Meisterschaften | Deutsche Junioren-Meisterschaften | Deutsche Junioren-Meisterschaften | Deutsche Junioren-Meisterschaften |
| --------------------------------- | --------------------------------- | --------------------------------- | --------------------------------- |
| Gold                              | 2012 Kleinwalsertal               | Gold im Classic Sprint            |                                   |

| Deutsche Meisterschaften | Deutsche Meisterschaften | Deutsche Meisterschaften | Deutsche Meisterschaften |
| ------------------------ | ------------------------ | ------------------------ | ------------------------ |
| Bronze                   | 2014 Kleinwalsertal      | Bronze im Classic Sprint |                          |

### Weltcup
- 1 Podestplätze, davon 0 Siege:
- Weltcupplatzierungen

| Saison  | Gesamt | Riesenslalom | Classic | Classic Sprint | Parallelsprint |
| ------- | ------ | ------------ | ------- | -------------- | -------------- |
| 2013    | 9.     | –            | 13.     | 9.             | 11.            |
| 2013/14 | 8.     | –            | 9.      | 10.            | 7.             |
| 2015/16 |        | –            |         |                |                |